# Théorie de l'utilité espérée
La théorie de l'utilité espérée (aussi appelée théorie EU, de l'anglais « expected utility ») est une théorie de la décision en environnement risqué développée par John von Neumann et Oskar Morgenstern dans leur ouvrage Theory of Games and Economic Behavior (1944).

## Formalisation
Introduisons d'abord quelques notations :

L'incertitude est décrite par un ensemble d'états du monde {\displaystyle \Omega =\left\{\omega _{1},...,\omega _{n}\right\}}. On note {\displaystyle {\textstyle {\mathcal {P}}(\Omega )}} la famille de parties de {\displaystyle \Omega } (de taille {\displaystyle 2^{n}}). Un élément de {\displaystyle {\textstyle {\mathcal {P}}(\Omega )}} est appelé événement. 

Une variable aléatoire {\displaystyle f} est une fonction qui associe à chaque {\displaystyle \omega } un résultat noté {\displaystyle x}. 

L'ensemble des résultats est noté {\displaystyle X}, {\displaystyle X} étant un sous-ensemble de {\displaystyle {\textstyle \mathbb {R} }}. 

On écrit {\displaystyle {\textstyle {\mathcal {A}}=\left\{f:\Omega \rightarrow X\right\}}} l'ensemble des variables aléatoires. 
Le décideur est supposé connaître les distributions de probabilités de ces variables aléatoires. La distribution de la variable aléatoire {\displaystyle f} est notée {\displaystyle l_{f}}.
La relation binaire {\displaystyle \succcurlyeq } signifie "est préféré ou indifférent à". Elle compare des distributions de probabilités (ou loteries), c'est-à-dire des projets risqués de la forme {\displaystyle l=(x_{1},p_{1};...;x_{n},p_{n})} où {\displaystyle \forall i=1,...,n,x_{i}} est le résultat obtenu avec la probabilité {\displaystyle p_{i}}. On écrit {\displaystyle {\mathcal {L}}=\left\{l_{f}:X\rightarrow \left[0;1\right]\mid {\textstyle f\in {\mathcal {A}}},\sum _{i=1}^{i=n}l_{f}(x_{i})=1\right\}} l'ensemble des distributions de probabilités. 
La règle de décision développée par Von Neumann et Morgenstern en 1944, connue sous le nom "d'utilité espérée", repose sur les hypothèses suivantes, qui sont appelées axiomes et sont postulées sur la relation {\displaystyle \succcurlyeq }.  
Axiome 1 (préordre total). {\displaystyle \succcurlyeq } est un préordre total. Cela signifie que : 
- {\displaystyle \forall l,l^{\prime }\in {\mathcal {L}},l\succcurlyeq l^{\prime }} ou {\displaystyle l^{\prime }\succcurlyeq l} (totalité);
- {\displaystyle {\textstyle \forall l\in {\mathcal {L}}},l\succcurlyeq l} (réflexivité);
- {\displaystyle {\textstyle \forall l,l^{\prime },{\hat {l}}\in {\mathcal {L}},(l\succcurlyeq l^{\prime }\wedge l^{\prime }\succcurlyeq {\hat {l}})\Rightarrow l\succcurlyeq {\hat {l}}}} (transitivité).

Axiome 2 (Monotonie). {\displaystyle \succcurlyeq } est monotone si pour toutes loteries {\displaystyle l} et {\displaystyle l^{\prime }} dans {\displaystyle {\textstyle {\mathcal {L}}}} on a {\displaystyle \forall s\in S,f(s)\geq g(s)\Rightarrow l_{f}\succcurlyeq l_{g}}.
Axiome 3 (Continuité). {\displaystyle \succcurlyeq } est continue si pour toutes loteries {\displaystyle l_{f},l_{g}} et {\displaystyle l_{h}} telles que {\displaystyle l_{f}\succ l_{g}\succ l_{h}}, {\displaystyle \exists \alpha ,\beta \in \left]0;1\right[} tels que : {\displaystyle {\textstyle \alpha l_{f}+(1-\alpha )l_{h}\succ l_{g}\succ \beta l_{f}+(1-\beta )l_{h}}}.
Axiome 4 (Indépendance). {\displaystyle \succcurlyeq } est indépendante si pour toutes loteries {\displaystyle l_{f},l_{g}} et {\displaystyle l_{h}} on a : {\displaystyle l{}_{f}\succcurlyeq l_{g}\Longleftrightarrow \forall \alpha \in [0;1],\ \alpha l_{f}+(1-\alpha )l_{h}\succcurlyeq \alpha l_{g}+(1-\alpha )l_{h}}
Nous pouvons maintenant présenter le théorème de représentation de Von Neumann et Morgenstern :
Théorème.
Pour une loterie {\displaystyle l=(x_{1},p_{1};...;x_{n},p_{n})}, on définit la fonction espérance-utilité par  {\displaystyle EU(l)=\sum _{i=1}^{n}u(x_{i})p_{i}} où u est une fonction à valeurs réelles.
Étant donné une relation de préférences {\displaystyle \succcurlyeq }, les deux propositions suivantes sont équivalentes:
(i) {\displaystyle \succcurlyeq } satisfait les axiomes 1-4;
(ii) Il existe une fonction à valeurs réelles {\displaystyle u:X\rightarrow \mathbb {R} } positive à une transformation affine croissante près telle {\displaystyle \forall l,l^{\prime }\in {\mathcal {L}},l\succcurlyeq l^{\prime }\Longleftrightarrow EU(l)\geq EU(l^{\prime })}.

## Applications
La théorie de l'utilité espérée a été développée par Von Neumann et Morgenstern dans leur ouvrage de 1944 sur la théorie des jeux. Les auteurs appliquent cette théorie pour prédire le comportement des joueurs dans les jeux non coopératifs.